# Radigast
Radigast (også kendt som Redigast, Radogost eller Radegast) var en betydningsfuld gud i vendisk mytologi. Radigast betyder "glad gæst", og han var arnens gud og dermed også gud for ild. Flere steder er han endvidere foreslået som krigsgud. Han bar et spyd eller en hellebard og et tyreskjold. På hovedet havde han en svane. Hans hoved kunne også antage form af en løve. Den 10. november 1066 fik biskop Johan af Mecklenburg ofret sit afhuggede hoved til Radigast. 
Man mener, at J.R.R. Tolkien brugte guden Radigast som inspiration og forlæg til troldmanden Radagast.
- Wikimedia Commons har flere filer relateret til Radigast

| Mytologi | Spire Denne artikel om mytologi er en spire som bør udbygges. Du er velkommen til at hjælpe Wikipedia ved at udvide den. |